# Tommy Wright
Thomas James Wright (Liverpool, 21 ottobre 1944) è un ex calciatore inglese, di ruolo difensore.

## Carriera

### Club
Durante la sua carriera ha giocato solo con l'Everton, con cui conta 373 presenze e 4 reti.

### Nazionale
Conta 11 presenze con la Nazionale inglese. Ha disputato la fase finale degli Europei in Italia nel 1968 e dei Campionati Mondiali 1970 in Messico.

## Palmarès

### Club

#### Competizioni nazionali
- Campionato inglese: 2

Everton: 1962-1963, 1969-1970
- Coppa d'Inghilterra: 1

Everton: 1965-1966
- Charity Shield: 2

Everton: 1963, 1970